# Championnat d'Argentine de football 2022
Navigation
Édition précédente Édition suivante
La saison 2022 du championnat d'Argentine de football est la 93e édition professionnelle de la première division en Argentine. Vingt-huit équipes disputent la compétition et tentent de succéder à River Plate le tenant du titre.
Boca Juniors remporte le championnat et son 35e titre de champion d'Argentine.

## Clubs participants

### Changements en début de saison
| Pos. | Relégué de Primera A 2021 |
| ---- | ------------------------- |
| 25º  | Aucun                     |
| 26º  | Aucun                     |

| Pos.        | Promus de Primera B Nacional 2021 |
| ----------- | --------------------------------- |
| 1º groupe A | Tigre                             |
| 1º groupe B | Barracas Central                  |

| \| Buenos Aires La Plata Santa Fe Mendoza Rosario Córdoba Mar del Plata Paraná Sgo. del Estero Tucumán Junín \| Villes représentées lors de la saison 2022 |
| Buenos Aires La Plata Santa Fe Mendoza Rosario Córdoba Mar del Plata Paraná Sgo. del Estero Tucumán Junín                                                  |

## Compétition

### Classement
| Rang | Équipe                           | Pts | J  | G  | N  | P  | Bp | Bc | Diff |
| ---- | -------------------------------- | --- | -- | -- | -- | -- | -- | -- | ---- |
| 1    | Boca Juniors                     | 52  | 27 | 16 | 4  | 7  | 34 | 28 | +6   |
| 2    | Racing Club                      | 50  | 27 | 14 | 8  | 5  | 41 | 24 | +17  |
| 3    | River PlateT                     | 47  | 27 | 14 | 5  | 8  | 43 | 22 | +21  |
| 4    | Huracán                          | 47  | 27 | 12 | 11 | 4  | 35 | 21 | +14  |
| 5    | Atlético Tucumán                 | 46  | 27 | 12 | 10 | 5  | 32 | 22 | +10  |
| 6    | San Lorenzo de Almagro           | 43  | 27 | 10 | 13 | 4  | 33 | 23 | +10  |
| 7    | Tigre P                          | 43  | 27 | 11 | 10 | 6  | 41 | 32 | +9   |
| 8    | Argentinos Juniors               | 42  | 27 | 12 | 6  | 9  | 33 | 24 | +9   |
| 9    | Gimnasia y Esgrima (La Plata)    | 41  | 27 | 11 | 8  | 8  | 26 | 18 | +8   |
| 10   | Patronato (Paraná) C             | 40  | 27 | 11 | 7  | 9  | 31 | 27 | +4   |
| 11   | Newell's Old Boys (Rosario)      | 40  | 27 | 11 | 7  | 9  | 26 | 22 | +4   |
| 12   | Defensa y Justicia               | 40  | 27 | 10 | 10 | 7  | 29 | 27 | +2   |
| 13   | Talleres (Córdoba)               | 35  | 27 | 10 | 7  | 10 | 28 | 26 | +2   |
| 14   | Independiente                    | 35  | 27 | 9  | 8  | 10 | 31 | 31 | 0    |
| 15   | Godoy Cruz (Mendoza)             | 35  | 27 | 9  | 8  | 10 | 25 | 29 | -4   |
| 16   | Central Córdoba (Sgo.del Estero) | 34  | 27 | 10 | 4  | 13 | 34 | 37 | -3   |
| 17   | Barracas Central P               | 34  | 27 | 8  | 10 | 9  | 31 | 37 | -6   |
| 18   | Estudiantes (La Plata)           | 33  | 27 | 8  | 9  | 10 | 28 | 40 | -12  |
| 19   | Platense                         | 32  | 27 | 7  | 11 | 9  | 23 | 25 | -2   |
| 20   | Rosario Central                  | 32  | 27 | 7  | 11 | 9  | 24 | 28 | -4   |
| 21   | Sarmiento (Junín)                | 32  | 27 | 9  | 8  | 10 | 27 | 32 | -5   |
| 22   | Unión (Santa Fe)                 | 32  | 27 | 8  | 8  | 11 | 28 | 36 | -8   |
| 23   | Arsenal                          | 30  | 27 | 6  | 12 | 9  | 28 | 29 | -1   |
| 24   | Banfield                         | 30  | 27 | 7  | 9  | 11 | 23 | 29 | -6   |
| 25   | Colón (Santa Fe)                 | 29  | 27 | 7  | 8  | 12 | 24 | 36 | -12  |
| 26   | Vélez Sarsfield                  | 28  | 27 | 6  | 10 | 11 | 30 | 33 | -3   |
| 27   | Lanús                            | 21  | 27 | 5  | 6  | 16 | 22 | 40 | -18  |
| 28   | Aldosivi (Mar del Plata)         | 16  | 27 | 4  | 4  | 19 | 16 | 48 | -32  |

| Légende : Qualifications et relégations | Légende : Qualifications et relégations                                                     |
| --------------------------------------- | ------------------------------------------------------------------------------------------- |
|                                         | Qualification pour la phase de groupe de la Copa Libertadores 2023                          |
|                                         | Qualification pour le 1er tour de la Copa Sudamericana 2023                                 |
|                                         | T : Tenant du titre C : Vainqueur de la Copa Argentina P : Club promu de Primera B Nacional |

- Boca Juniors en tant que vainqueur de la Coupe de la Ligue professionnelle argentine de football 2022 est assuré de participer à la Copa Libertadores 2023.

### Classement cumulé
Le champion 2022, le vainqueur de la Coupe de la Ligue professionnelle argentine de football 2022, Boca Juniors et le vainqueur de la Copa Argentina 2022 se qualifient pour la Copa Libertadores 2023.
Les autres places sont attribuées selon un classement cumulé prenant en compte la première phase de la Coupe de la Ligue professionnelle argentine de football 2022 et le championnat 2022.
| Rang | Équipe                           | Pts | J  | G  | N  | P  | Bp | Bc | Diff |
| ---- | -------------------------------- | --- | -- | -- | -- | -- | -- | -- | ---- |
| 1    | Racing Club                      | 80  | 41 | 22 | 14 | 5  | 66 | 34 | +32  |
| 2    | Boca Juniors                     | 79  | 41 | 23 | 10 | 8  | 53 | 39 | +14  |
| 3    | River Plate T                    | 76  | 41 | 23 | 7  | 11 | 74 | 34 | +40  |
| 4    | Argentinos Juniors               | 67  | 41 | 19 | 10 | 12 | 54 | 40 | +14  |
| 5    | Huracán                          | 65  | 41 | 17 | 14 | 10 | 52 | 40 | +12  |
| 6    | Gimnasia y Esgrima (La Plata)    | 65  | 41 | 18 | 11 | 12 | 50 | 38 | +12  |
| 7    | Defensa y Justicia               | 65  | 41 | 17 | 14 | 10 | 55 | 46 | +9   |
| 8    | Tigre P                          | 63  | 41 | 16 | 15 | 10 | 58 | 44 | +14  |
| 9    | Newell's Old Boys (Rosario)      | 63  | 41 | 18 | 9  | 14 | 43 | 37 | +6   |
| 10   | Estudiantes (La Plata)           | 61  | 41 | 17 | 10 | 14 | 61 | 60 | +1   |
| 11   | San Lorenzo de Almagro           | 58  | 41 | 13 | 19 | 9  | 48 | 40 | +8   |
| 12   | Atlético Tucumán                 | 57  | 41 | 14 | 15 | 12 | 45 | 45 | 0    |
| 13   | Sarmiento (Junín)                | 53  | 41 | 14 | 11 | 16 | 44 | 56 | -12  |
| 14   | Barracas Central P               | 53  | 41 | 14 | 11 | 16 | 48 | 61 | -13  |
| 15   | Independiente                    | 51  | 41 | 12 | 15 | 14 | 48 | 49 | -1   |
| 16   | Godoy Cruz (Mendoza)             | 51  | 41 | 12 | 15 | 14 | 46 | 53 | -7   |
| 17   | Patronato (Paraná) C             | 50  | 41 | 14 | 8  | 19 | 41 | 52 | -11  |
| 18   | Banfield                         | 49  | 41 | 12 | 13 | 16 | 41 | 44 | -3   |
| 19   | Central Córdoba (Sgo.del Estero) | 49  | 41 | 13 | 10 | 18 | 51 | 60 | -9   |
| 20   | Unión (Santa Fe)                 | 49  | 41 | 13 | 10 | 18 | 39 | 49 | -10  |
| 21   | Arsenal                          | 47  | 41 | 9  | 20 | 12 | 48 | 48 | 0    |
| 22   | Vélez Sarsfield                  | 46  | 41 | 10 | 16 | 15 | 43 | 45 | -2   |
| 23   | Rosario Central                  | 46  | 41 | 11 | 13 | 17 | 40 | 48 | -8   |
| 24   | Talleres (Córdoba)               | 46  | 41 | 12 | 10 | 19 | 37 | 47 | -10  |
| 25   | Colón (Santa Fe)                 | 45  | 41 | 10 | 15 | 16 | 42 | 55 | -13  |
| 26   | Platense                         | 42  | 41 | 9  | 15 | 17 | 35 | 48 | -13  |
| 27   | Lanús                            | 36  | 41 | 8  | 12 | 21 | 39 | 59 | -20  |
| 28   | Aldosivi (Mar del Plata)         | 36  | 41 | 10 | 6  | 25 | 33 | 64 | -31  |

| Légende : Qualifications et relégations | Légende : Qualifications et relégations                                                     |
| --------------------------------------- | ------------------------------------------------------------------------------------------- |
|                                         | Qualification pour la phase de groupe de la Copa Libertadores 2023                          |
|                                         | Qualification pour le 2e tour qualificatif de la Copa Libertadores 2023                     |
|                                         | Qualification pour le 1er tour de la Copa Sudamericana 2023                                 |
|                                         | Relégation directe en Primera B Nacional                                                    |
|                                         | T : Tenant du titre C : Vainqueur de la Copa Argentina P : Club promu de Primera B Nacional |

- Boca Juniors en tant que vainqueur de la Coupe de la Ligue professionnelle argentine de football 2022 est assuré de participer à la Copa Libertadores 2023.

- La relégation est calculée en prenant en compte un coefficient calculé sur les trois dernières saisons, deux équipes seront relégués en fin de saison.

- Le Patronato (Paraná) est relégué en deuxième division, mais en tant que vainqueur de la Coupe d'Argentine est qualifié pour la Copa Libertadores[1].

## Bilan de la saison
| Championnat d'Argentine de football 2022 | |
| Champion                                 | Boca Juniors (35e titre) |
| Coupes et trophées                       | |
| Vainqueur de la Coupe d'Argentine 2022   | Patronato (Paraná) |
| Qualifications continentales             | |
| Copa Libertadores 2023                   | Boca Juniors Racing Club River Plate Argentinos Juniors Huracán Patronato (Paraná)                                               |
| Copa Sudamericana 2023                   | Gimnasia y Esgrima (La Plata) Defensa y Justicia Tigre Newell's Old Boys (Rosario) Estudiantes (La Plata) San Lorenzo de Almagro |
| Promotions et relégations                | |
| Promus en Primera A                      | Belgrano (Córdoba) Instituto (Córdoba)                                                                                           |
| Relégués en Primera B Nacional           | Aldosivi (Mar del Plata) Patronato (Paraná)                                                                                      |